# Кам'яний Брід (Новоборівська селищна громада)
Кам'яний Брід — село в Україні, у Новоборівській селищній територіальній громаді Житомирського району Житомирської області. Населення становить 198 осіб (2001).

## Географія
Загальна площа села — 1,3 км².
Кам'яний Брід розташований в межах природно-географічного краю Полісся і за 22 км від районного центру — міста Хорошів. Найближча залізнична станція — Фасова, за 7 км. Через село протікає річка Тростяниця.

## Історія
Кам'яний Брід згадується 1830 року в метричних книгах топориської римо-католицької парафії.
Станом на 1885 рік у колишньому власницькому селі Фасівської волості Житомирського повіту Київської губернії мешкало 468 осіб, 59 дворових господарств, православна церква, постоялий будинок.
За переписом 1897 року кількість мешканців села разом із селом Кам'яно-Брідська Рудня зросла до 1050 осіб (527 чоловічої статі та 523 — жіночої), з яких 894 — православної віри.
У 1932–1933 роках Кам'яний Брід постраждав від Голодомору. За свідченнями очевидців кількість померлих склала щонайменше 11 осіб, імена яких встановлено.
У 1923—59 роках — адміністративний центр Кам'яно-Брідської сільської ради Фасівського та Володарсько-Волинського районів.
10 серпня 2015 року включене до складу новоутвореної Новоборівської селищної територіальної громади Хорошівського району Житомирської області. Від 19 липня 2020 року, разом з громадою, в складі новоствореного Житомирського району Житомирської області.

## Населення
За даними перепису 2001 року населення села становило 198 осіб, з них 98,48 % зазначили рідною українську мову, а 1,52 % — російську.

## Відомі люди
- Кручинський Генріх Владиславович (1923—2006) — білоруський стоматолог-хірург.

## Пам'ятки
У Кам'яному Броді збереглися дерев'яна церква і дзвіниця, які були збудовані в XVII столітті. Також у селі знаходяться дві братські могили радянських воїнів, які загинули упродовж німецько-радянської війни.